# Liste der Naturdenkmale in Dahn
Die Liste der Naturdenkmale in Dahn nennt die im Gemeindegebiet von Dahn ausgewiesenen Naturdenkmale (Stand 23. Mai 2024).

## Naturdenkmale
| Nr.         | Bezeichnung                       | Lage                                                           | Beschreibung                                | Bild                                    |
| ----------- | --------------------------------- | -------------------------------------------------------------- | ------------------------------------------- | --------------------------------------- |
| ND-7340-185 | Jungfernsprung                    | nördlich des Stadtzentrums, am Westgrat des Vogelsbergs Lage   | Buntsandsteinriff                           | mehr Fotos \| Fotos hochladen           |
| ND-7340-186 | Felsgruppe Hochstein              | südöstlich der Stadt; Abteilung Hochstein und Haberfelsen Lage | Buntsandsteinriff                           | mehr Fotos \| Fotos hochladen           |
| ND-7340-187 | Mittelbergfels                    | südöstlich der Stadt; Abteilung Mittelberg Lage                | Buntsandsteinfelsen                         | Direkt Bild zu diesem Denkmal hochladen |
| ND-7340-188 | Römerfels                         | nordöstlich von Dahn Lage                                      | Buntsandsteinfelsen                         | mehr Fotos \| Fotos hochladen           |
| ND-7340-189 | Galgenfelsen                      | nördlich der Stadt, oberhalb von Pirmasenser Straße 72a Lage   | Buntsandsteinfelsen                         | Fotos hochladen                         |
| ND-7340-190 | Wachtfelsen                       | südwestlich der Stadt; Abteilung Am Wachtfelsen Lage           | Buntsandsteinfelsen                         | mehr Fotos \| Fotos hochladen           |
| ND-7340-191 | Felsenriff Büttelfels             | südlich der Stadt; Abteilung Lämmerteich Lage                  | langgestreckter Buntsandsteinfelsen         | mehr Fotos \| Fotos hochladen           |
| ND-7340-192 | Felsgruppe Lämmerteich            | südlich der Stadt; Abteilung Lämmerteich Lage                  | langgestreckter Buntsandsteinfelsen         | mehr Fotos \| Fotos hochladen           |
| ND-7340-193 | Linadigteichfelsen                | südlich der Stadt; Abteilung Linadiger Teich Lage              | langgestreckter Buntsandsteinfelsen         | Direkt Bild zu diesem Denkmal hochladen |
| ND-7340-194 | Sandigteichfelsen                 | südlich der Stadt; Abteilung Sandiger Teich Lage               | Buntsandsteinfelsen                         | Direkt Bild zu diesem Denkmal hochladen |
| ND-7340-195 | Felsenriff Dürrensteine           | südlich der Stadt; Abteilung Dursten Lage                      | langgestreckter Buntsandsteinfelsen         | Fotos hochladen                         |
| ND-7340-196 | Rabenfelsen                       | nördlich der Stadt; Abteilung Gersberg-Kopf Lage               | Buntsandsteinfelsen                         | Direkt Bild zu diesem Denkmal hochladen |
| ND-7340-197 | Felsengebilde Die hohlen Felsen   | südwestlich der Stadt am Kleinen Mückenkopf Lage               | langgestreckter Buntsandsteinfelsen         | Fotos hochladen                         |
| ND-7340-198 | Felsengebilde Braut und Bräutigam | westlich der Stadt bei der Jugendherberge Lage                 | zwei freistehende Buntsandsteintürme        | mehr Fotos \| Fotos hochladen           |
| ND-7340-210 | Löchelfelsen                      | südöstlich der Stadt am Ostgrat des Schlossbergs Lage          | Buntsandsteinfelsen; teilweise zu Erfweiler | Direkt Bild zu diesem Denkmal hochladen |
| ND-7340-324 | Quelle am Iltisborn               | südwestlich der Stadt; Abteilung Iltisteich Lage               | ungefasste Quelle                           | Direkt Bild zu diesem Denkmal hochladen |

## Ehemalige Naturdenkmale
| Nr. | Bezeichnung | Lage                                | Beschreibung                                                     | Bild            |
| --- | ----------- | ----------------------------------- | ---------------------------------------------------------------- | --------------- |
|     | Linde       | Pirmasenser Straße, bei Nr. 12 Lage | Tilia sp.; 1967 durch Orkan gefällt, Rechtsverordnung aufgehoben | Fotos hochladen |